# 水頭黃氏酉堂別業
24°24′38″N 118°17′53″E / 24.4106429506844°N 118.29814200371°E
黃氏酉堂，位於 金門縣金城鎮金水村，是該地區唯一具有園池型式的私塾建築。由當時的金門「船王」黃俊於1766年所建。現屬中華民國國定古蹟。

## 歷史
黃俊，清嘉慶年間人，因經商致富而回鄉置宅，於清乾隆三十年（1765年）設立家塾。由於建於乙酉年，所以稱為酉堂別業，門樓前有橫額題「酉堂」。該建築於1988年11月11日公告為第二級古蹟，2000年升格為國定古蹟。

## 建築
前水頭黃氏酉堂別業的建築均由門房和宅院兩部分所構成，佔地約四七六坪。宅院有兩進，前右兩面有土牆環圍，前屋為課堂，分為大廳和左右廂房，廳前有涼亭一處，後屋為塾師所居。屋前有泮池一座，池面呈橢圓形，四周以塊石砌成，以花崗石曲橋將水池一分為二，圓的為日池，弦的為月池，合稱為「日月池」。

## 剪影

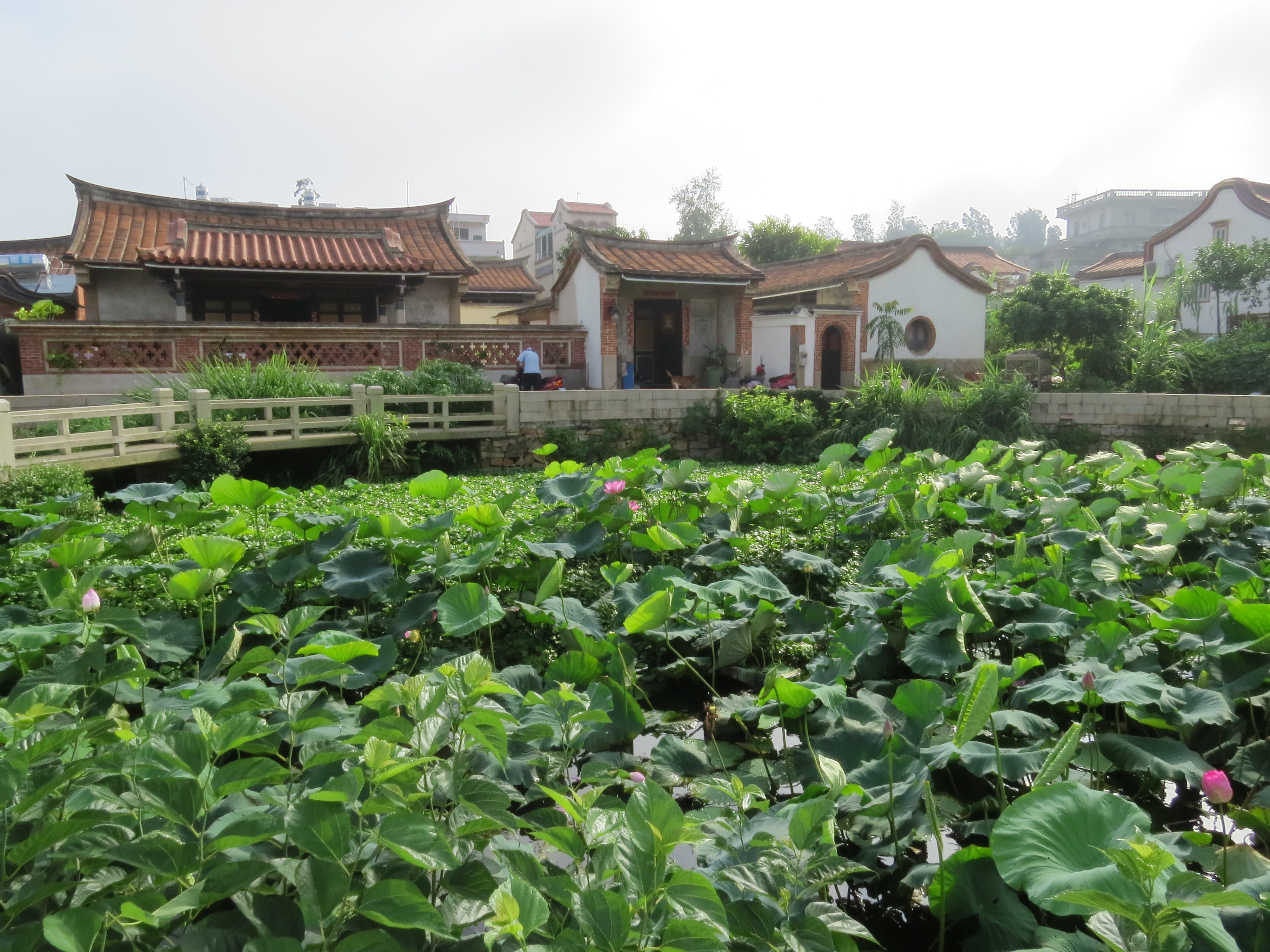
水頭黃氏酉堂前蓮花池
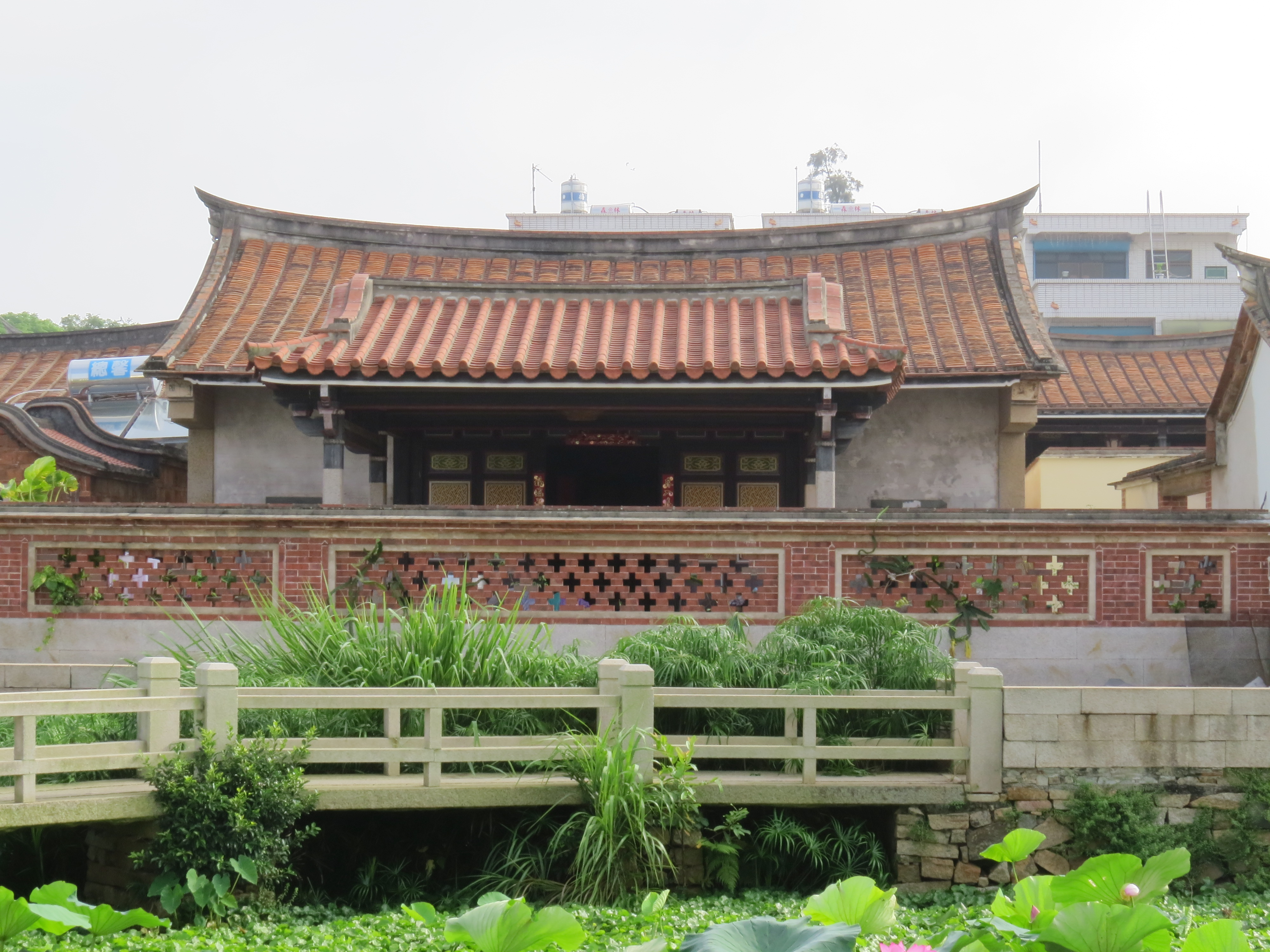
水頭黃氏酉堂前蓮花池